# Société linnéenne de Lyon
La Société linnéenne de Lyon est une société savante faisant partie des nombreuses sociétés linnéennes ainsi nommées en référence au naturaliste suédois Carl von Linné (1707-1778).

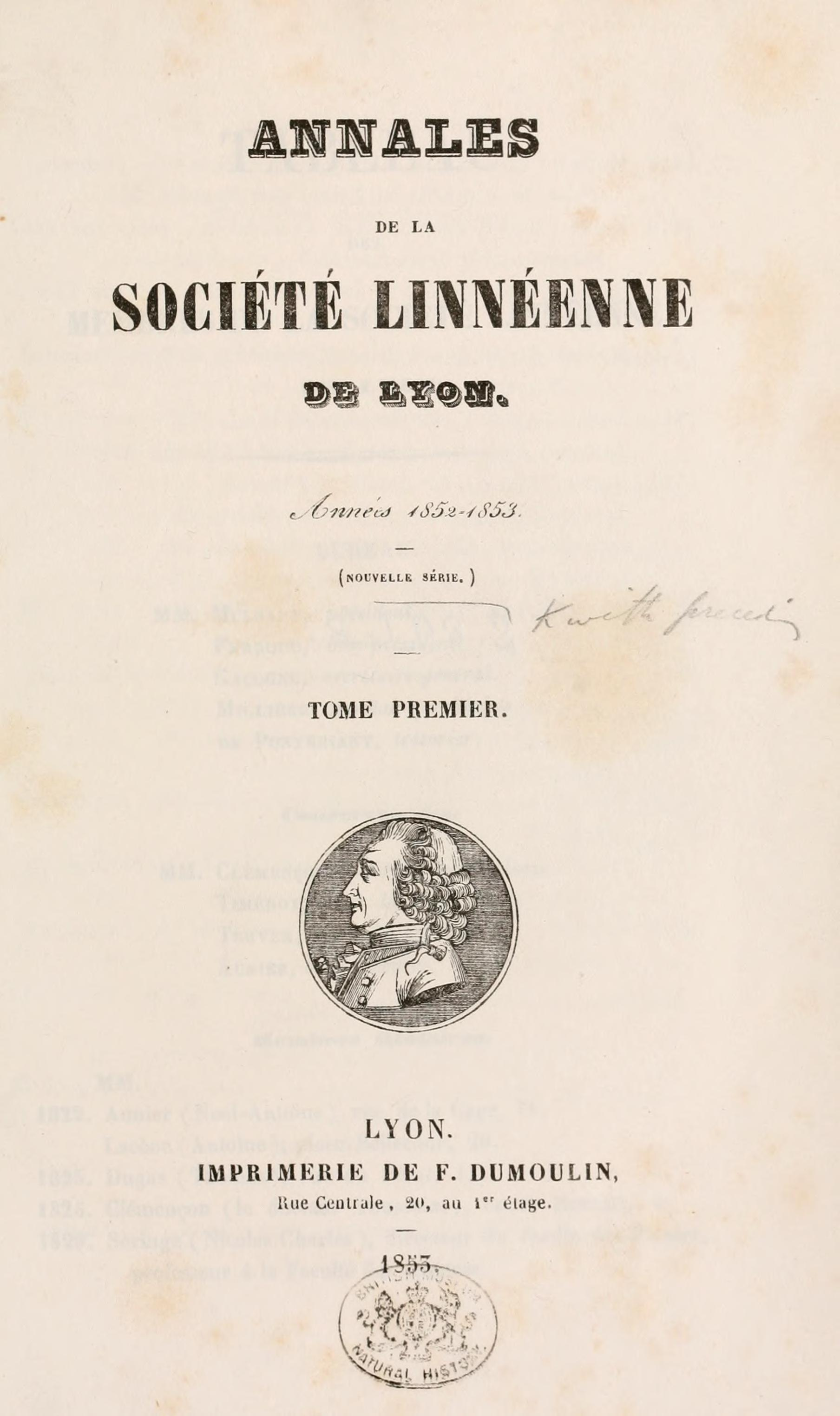
Annales de la Société linnéenne de Lyon.

## Historique
Fondée le 28 décembre 1822 comme une section locale de la Société linnéenne de Paris par les membres correspondants lyonnais de celle-ci, notamment Clémence Lortet (1772-1835), Jean Juste Noël Antoine Aunier (1781-1859), Giovanni Battista Balbis (1765-1831), Georges Roffavier (1775-1866), Nicolas Charles Seringe (1776-1858), Antoine Lacène (1769-1859) et Marc Antoine Timeroy (en) (1793-1856), la Société linnéenne de Lyon se fixe comme but "d’accélérer les progrès de l’Histoire naturelle et principalement la connaissance des richesses des trois règnes que renferment le Lyonnais et les provinces limitrophes". 
La Société linnéenne de Lyon s'affranchit de la tutelle parisienne dès 1823 et cesse rapidement de se préoccuper de limites géographiques. En 1860, elle renonce à l’obligation de résidence à Lyon et devient une société d'envergure nationale voire internationale. Elle passe de 20 membres en 1822 à plus de 3000 en 1930 avant de retomber à 1100 membres à la fin du XXe siècle. Elle est reconnue d'utilité publique par décret du 9 août 1937.
Les frères Auguste et Émile Burle font don de leur vivant de leur immense herbier des environs de Gap, comportant près de 30 000 parts, à la société linnéenne de Lyon.
En 2018, elle reçoit un accessit du prix des sociétés savantes de la Fondation des travaux historiques et scientifiques.
La Société linnéenne de Lyon possède actuellement six sections: sciences de la terre, botanique, mycologie, entomologie, jardins alpins et section générale.

## Présidents
- 1824-30 : Giovanni Battista Balbis
- 1831-1834 : Thomas Dugas
- 1835 : Nicolas Charles Seringe
- 1836-1837 : Jean Juste Noël Antoine Aunier
- 1838 : Louis Claude Michel
- 1839 : Thomas Dugas
- 1841 : Nicolas Tissier
- 1842-43 : Jean-Henri Magne
- 1844-1845 : Toussaint Clémençon
- 1846-1847 : Étienne Mulsant
- 1848 : Claudius Rey
- 1849-1850 : Étienne Mulsant
- 1851-1852 : Benoit Philibert  Perroud
- 1853-1854 : Étienne Mulsant
- 1855-1856 : Benoit Philibert Perroud
- 1857-1875 : Étienne Mulsant
- 1927 : Fabien Arcelin[3]

## Publications
- Annales de la Société linnéenne de Lyon (v.1850-1936)
- Bulletin bimensuel de la Société linnéenne de Lyon (1922-1931)
- Bulletin mensuel de la Société linnéenne de Lyon (1932-)